# Mara Nimis
Mara Nimis (Brindisi, 18 agosto 1969) è un'ex cestista e allenatrice di pallacanestro italiana.
Guardia di 170 cm, ha giocato in Serie A1 con Priolo Gargallo.

## Carriera
Nel 1984-1985 disputa la Coppa Sicilia con Priolo. Nel 1985 prende parte al Trofeo Decio Scuri con la selezione della Sicilia. Nel 1985-1986 è promossa nella massima serie con Priolo.
Ha giocato in Serie A1 con Priolo Gargallo. È una delle giovani promesse della squadra.
Nel 1989-1990 va al Cstl Basket Catania; è nel roster di Priolo della Coppa Ronchetti 1991-1992, pur senza giocare perché quell'anno è nuovamente al Cstl. Dal 1995 al 1997 torna in Serie A2 per vestire la maglia della Libertas Termini e poi della Costa Catania, con cui disputa anche la A2 d'Eccellenza.
Nel 2000-2001 vince la Serie B con la Palmares Catania, ma perde lo spareggio per la promozione. Poi gioca nell'Olimpia Battiati.
Nel 2005-2006 gioca alla Meyana Mesagne, in Serie B.
Da allenatrice, inizia proprio a Mesagne come assistente, poi è vice a Umbertide e infine a Senigallia.

## Statistiche
Statistiche aggiornate al 30 giugno 1988
| Stagione        | Squadra             | Campionato      | Campionato | Campionato | Coppe continentali | Coppe continentali | Coppe continentali | Totale | Totale |
| Stagione        | Squadra             | Comp            | Pres       | Punti      | Comp               | Pres               | Punti              | Pres   | Punti  |
| --------------- | ------------------- | --------------- | ---------- | ---------- | ------------------ | ------------------ | ------------------ | ------ | ------ |
| 1984-1985       | Trogylos Priolo     | A2              |            |            | -                  | -                  | -                  |        |        |
| 1985-1986       | Trogylos Priolo     | A2              |            |            | -                  | -                  | -                  |        |        |
| 1986-1987       | Trogylos Priolo     | A1              | 1          | 0          | CR                 | 0                  | 0                  | 1      | 0      |
| 1987-1988       | Trogylos Priolo     | A1              | 19         | 9          | CR                 | 0                  | 0                  | 19     | 9      |
| 1988-1989       | Trogylos Priolo     | A1              | 27         | 51         | CR                 | 4                  | 5                  | 31     | 56     |
| 1989-1990       | Cstl Basket Catania | A2              |            |            | -                  | -                  | -                  |        |        |
| 1991-1992       | Trogylos Priolo     | A1              | 0          | 0          | CR                 | 0                  | 0                  | 0      | 0      |
| 1991-1992       | Cstl Basket Catania | B               |            |            | -                  | -                  | -                  |        |        |
| 1995-1996       | Libertas Termini    | A2              |            |            | -                  | -                  | -                  |        |        |
| 1996-1997       | Costa Catania       | A2              |            |            | -                  | -                  | -                  |        |        |
| 1997-1998       | Costa Catania       | A2/E            |            |            | -                  | -                  | -                  |        |        |
| 2000-2001       | Pol. Catania        | B               |            |            | -                  | -                  | -                  |        |        |
| 2001-2002       | Olimpia Battiati    | C               |            |            | -                  | -                  | -                  |        |        |
| 2002-2003       | Olimpia Battiati    | B               |            |            | -                  | -                  | -                  |        |        |
| 2005-2006       | Meyana Mesagne      | B               |            |            | -                  | -                  | -                  |        |        |
| Totale carriera | Totale carriera     | Totale carriera | 47         | 60         |                    | 4                  | 5                  | 51     | 65     |

## Palmarès
- Campionato italiano: 1
Trogylos Priolo: 1988-89
- Campionato italiano di Serie A2: 1
Trogylos Priolo: 1985-86